# Artère pancréatique dorsale
L'artère pancréatique dorsale est une artère abdominale qui vascularise le pancréas.

## Terminologie
L'artère pancréatique dorsale a de multiples dénominations dans la littérature : artère pancréatique principale ou artère pancréatique supérieure de Testut et Descomps ou artère pancréatique moyenne de Theile ou artère pancréatique supérieure gauche de Rio Branco.

## Origine
L'artère pancréatique dorsale est en général le plus volumineux rameau pancréatique de l'artère splénique. Elle nait au niveau du tiers proximal de cette dernière.
Elle peut également naitre directement du tronc cœliaque ou de l'artère hépatique commune ou encore naitre de l'artère mésentérique supérieure.

## Trajet
L'artère pancréatique dorsale descend derrière le pancréas et se divise en deux branches opposées au niveau de l'isthme de celui-ci. 
La branche droite vascularise la tête du pancréas, alors que la branche gauche se dirige vers la queue.
La branche droite s'anastomose avec l'artère pancréatico-duodénale supéro-antérieure pour former l'artère prépancréatique sur la face antérieure du pancréas.
La branche gauche forme l'artère pancréatique inférieure ou artère pancréatique transverse de Haller. Mais celle-ci peut également naître de l'artère mésentérique supérieure. Elle longe la face inférieure du corps du pancréas.